# Renzo Avanzo
Renzo Avanzo (Roma, 23 gennaio 1911 – Roma, 24 marzo 1989) è stato uno sceneggiatore, produttore cinematografico e attore italiano.

## Biografia
Nel 1946, Avanzo interpreta la parte di Massimo nell'episodio fiorentino di Paisà di Roberto Rossellini, suo cugino. Nello stesso anno, con un gruppo di amici partecipa alla fondazione della Panaria Film, una piccola casa di produzione. I quattro (Pietro Moncada, Quintino di Napoli, Renzo Avanzo e Francesco Alliata) assieme all'amico Fosco Maraini, sono tutti appassionati subacquei e producono i primi documentari professionali italiani con riprese sott'acqua. Diventano operatori, produttori, sceneggiatori: Avanzo lavora come assistente alla regia per il film Siluri umani e per Vulcano (di cui è anche sceneggiatore), mentre è uno dei produttori (oltre che sceneggiatore) de La carrozza d'oro, uno dei lungometraggi di fiction prodotti dalla Panaria.
Renzo Avanzo è stato sposato con Uberta Visconti, sorella di Luchino Visconti.

## Filmografia

### Regia
- Cacciatori sottomarini (1946)
- Tonnara (1947)
- Isole di cenere (1948)
- Bianche Eolie (1948)
- Tra Scilla e Cariddi (1948)
- Opera dei pupi (1948)

### Sceneggiatore
- Vulcano, regia di William Dieterle (1950)
- La carrozza d'oro, regia di Jean Renoir (1952)

### Aiuto regista
- Vulcano, regia di William Dieterle (1950)

### Assistente alla regia
- Siluri umani, regia di Antonio Leonviola (1954)

### Produttore
- La carrozza d'oro, regia di Jean Renoir (1952)

### Attore
- Paisà, regia di Roberto Rossellini (1946)